# Владиково
Владиково (грч. Οροπέδιο, Оропедио) је насељено место у општини Драма у периферији Источна Македонија и Тракија, Грчка. Према попису из 2021. године било је 11 становника.
Према бугарском географу и историчару, Василу Канчову, у Владикову је 1900. године живело 370 Словена муслимана. Године 1923. муслиманско становништво је принудно исељено у Турску а на њихово место је насељено 60 грчких избегличких породица, којих је на попису из 1928. године било 204.